# بزگولوسوو
بزگولوسوو (به لاتین: Bezgolosovo) یک منطقهٔ مسکونی در روسیه است که در سرزمین آلتای واقع شده‌است.